# ريبيراو بيريس
ريبيراو بيريس هي مدينة، وبلدية في البرازيل، تتبع ساو باولو، بلغ عدد سكانها 104٬508  نسمة، في 2000، تبلغ مساحتها 99٫175 كيلومتر مربع.

## الموقع
تشترك في الحدود مع:
- فيراز دي فاسكونسيلوس.

## أعلام
- جواو كارلوس دوس سانتوس توريس
- ويليان
- فرناندو يامادا